# Vladislav Banasinský
Vladislav Banasinský (* 30. dubna 1950 Třinec) je bývalý český hasič a požární technik, v letech 1995–1997 vrchní požární rada České republiky.

## Kariéra
Mezi lety 1969 a 1973 studoval Vojenskou akademii Antonína Zápotockého v Brně (nedokončil), následně pak v letech 1973 až 1978 Vysokou školu báňskou v Ostravě (na katedře techniky požární ochrany a bezpečnosti průmyslu), kde získal titul inženýr. Od roku 1973 pracoval na pozici požárního technika různých organizací na Ostravsku a na inspekci požární ochrany v Ostravě a v Karviné, až se v roce 1990 stal ředitelem Sboru požární ochrany okresu Karviná. V roce 1990 na základě rozhodnutí nového porevolučního vedení Federálního ministerstva vnitra absolvoval dvouměsíční postgraduální studium na VPTIŠ v Moskvě. V letech 1992 a 1993 byl odborným asistentem na VŠB Ostrava (na katedře techniky požární ochrany a bezpečnosti průmyslu). V roce 1993 se stal ředitelem odboru prevence hlavní správy Sboru požární ochrany a o dva roky později, v únoru 1995, byl jmenován do funkce vrchního požárního rady ČR, kterým byl do května 1997. Doba jeho mandátu byla poznamenána střety s odborovou organizací, které měly počátek už v roce 1990. Mezi lety 1978 a 1989 a následně mezi lety 1993 a 2006 působil jako soudní znalec pro základní obor požární ochrana. V období 1997 až 2013 působil jako OSVČ v oboru požární ochrany. Po roce 1997 spolupracoval při řešení otázek požární ochrany mimo jiné s Polskem, Francií, USA, Litvou a Lotyšskem. Od roku 1974 do roku 2017 působil jako lektor v oblasti vzdělávání dospělých v oboru požární ochrana.

## Publikační činnost
Vladislav Banasinský přispíval do odborných časopisů Zábrana škod či 150HOŘÍ. Mimo to sepsal i řadu odborných článků a také publikace:
- Posuzování požárního nebezpečí objektů a technologií, MV ČR, 1994
- Zjišťování příčin požárů, skripta VŠB-TU Ostrava, 1995
- Spotkania z Polską, POLIGRAF, 2011
- Spotkania w Polsce, POLIGRAF, 2012
- Změna, Powerprint Praha, 2021